# Rodolphe Adada
Rodolphe Adada est un homme politique et diplomate congolais né le 28 avril 1946 à Gamboma. Il est ambassadeur de la République du Congo en France depuis le 12 juillet 2016.
Durant le monopartisme (Parti congolais du travail - PCT), il fait partie du gouvernement du Congo-Brazzaville de 1977 à 1991 ; après le retour au pouvoir du président Denis Sassou-Nguesso, il est ministre des Affaires étrangères de 1997 à 2007, puis représentant spécial conjoint de l'Organisation des Nations unies et de l'Union africaine pour le Darfour de 2007 à 2009. En septembre 2009, il revient au gouvernement du Congo-Brazzaville en tant que ministre d'État pour le Développement industriel et la Promotion du secteur privé.

## Biographie
Rodolphe Adada, mathématicien de formation, enseigne quelques années en France (dans la région nantaise) à la fin de ses études. Il rejoint le comité central du PCT en 1972. Le 5 avril 1977, il est nommé ministre des Mines et de l'Énergie dans le gouvernement de Joachim Yhombi-Opango. Il reste à son poste après la prise du pouvoir par Denis Sassou-Nguesso en 1979. Il est ministre des Mines et de l'Énergie jusqu'en 1984, date à laquelle il devient ministre des Mines et des Hydrocarbures. Dans le gouvernement nommé le 13 août 1989, il devient ministre des Enseignements secondaire et supérieur, chargé de la Recherche scientifique ; il quitte son poste en 1991. 
En mai 2002, lors des élections législatives, Rodolphe Adada est élu à l'Assemblée nationale en tant que candidat du PCT dans la première circonscription de Ouenzé, le 5e arrondissement de Brazzaville. Il remporte le siège au premier tour avec 67,46 % des voix. Il conserve son poste au gouvernement après l'élection. Il est promu au rang de ministre d'État aux Affaires étrangères affaires dans le gouvernement nommé le 7 janvier 2005. 
Le 8 mai 2007, il est nommé représentant spécial conjoint de l'Organisation des Nations unies et de l'Union africaine pour le Darfour. Basile Ikouébé le remplace comme ministre des Affaires étrangères. Il prend notamment la parole au Conseil de sécurité des Nations unies. Rodolphe Adada quitte par la suite son poste au Darfour et le président Denis Sassou-Nguesso, après sa réélection en juillet 2009, le fait revenir au gouvernement en tant que ministre d'État pour le Développement industriel et de la Promotion du secteur privé, le 15 septembre 2009.
De 2012 à 2016, il est ministre des transports, de la marine marchande et de l'aviation civile.
Il est nommé ambassadeur du Congo en France le 12 juillet 2016, à la suite du départ à la retraite de Henri Lopes.

## Vie privée
Rodolphe Adada est marié et père de trois enfants.